# Mitch McGary
Mitchell Neil William McGary, detto Mitch (Chesterton, 6 giugno 1992), è un ex cestista statunitense.

## Carriera
Dopo due stagioni in NCAA con i Michigan Wolverines (di cui l'ultima chiusa con oltre 9 punti e 8 rimbalzi di media) viene scelto alla ventunesima chiamata del Draft 2014 dagli Oklahoma City Thunder.

## Statistiche

### College
| Anno      | Squadra             | PG | PT | MP   | TC%  | 3P% | TL%  | RP  | AP  | PRP | SP  | PP  |
| --------- | ------------------- | -- | -- | ---- | ---- | --- | ---- | --- | --- | --- | --- | --- |
| 2012-2013 | Michigan Wolverines | 39 | 8  | 19,7 | 59,8 | -   | 44,2 | 6,3 | 0,6 | 1,1 | 0,7 | 7,5 |
| 2013-2014 | Michigan Wolverines | 8  | 4  | 24,8 | 54,5 | 0,0 | 66,7 | 8,3 | 1,5 | 1,9 | 0,8 | 9,5 |
| Carriera  | Carriera            | 47 | 12 | 20,6 | 58,8 | 0,0 | 51,3 | 6,6 | 0,8 | 1,2 | 0,7 | 7,8 |

### NBA

#### Regular Season
| Anno      | Squadra          | PG | PT | MP   | TC%  | 3P% | TL%  | RP  | AP  | PRP | SP  | PP  |
| --------- | ---------------- | -- | -- | ---- | ---- | --- | ---- | --- | --- | --- | --- | --- |
| 2014-2015 | Oklahoma Thunder | 32 | 2  | 15,2 | 53,3 | 0,0 | 62,5 | 5,2 | 0,4 | 0,5 | 0,5 | 6,3 |
| 2015-2016 | Oklahoma Thunder | 20 | 0  | 3,6  | 47,8 | 0,0 | 40,0 | 0,9 | 0,2 | 0,1 | 0,1 | 1,3 |
| Carriera  | Carriera         | 52 | 2  | 10,7 | 52,7 | 0,0 | 58,0 | 3,5 | 0,3 | 0,3 | 0,3 | 4,4 |